# Mario Deppe
Mario Deppe (* 31. August 1968) ist ein ehemaliger deutscher Fußballspieler. In der höchsten Spielklasse des DDR-Fußballs, der Oberliga, spielte er für den FC Rot-Weiß Erfurt.

## Sportliche Laufbahn
Im Alter von 19 Jahren debütierte Mario Deppe im überregionalen DDR-Fußball. In der Saison 1988/89 bestritt er in der Hinrunde für die zweitklassige Ligaelf der BSG Motor Weimar 15 Punktspiele, in denen er hauptsächlich als Stürmer eingesetzt wurde. Nach der Winterpause wechselte er zum FC Rot-Weiß Erfurt und wurde dort in der Rückrunde elfmal als Mittelfeldspieler in Ostdeutschlands höchster Spielklasse eingesetzt. In der Saison 1989/90 absolvierte Deppe weitere fünf Partien in der Oberliga für die Erfurter. Zum Jahreswechsel 1989/90 ging er zu Union Mühlhausen. Beim Zweitligisten bestritt er im Frühjahr 1990 auf unterschiedlichen Positionen 13 Begegnungen. Am Saisonende stieg die Mannschaft aus der Liga ab. 
Im Zuge des Beitritt des DDR-Fußballverbandes zum DFB nutzte Mario Deppe die nach dem Mauerfall entstandene Möglichkeit, seine Karriere bei westdeutschen Vereinen fortzusetzen. Von 1990 bis 1998 spielte er für den drittklassigen KSV Hessen Kassel, danach von 1998 bis 2000 beim viertklassigen FSC Lohfelden und beendete schließlich seine Karriere beim OSC Vellmar in der damals viertklassigen Oberliga Hessen.